# Prims (Naturschutzgebiet)
Das Naturschutzgebiet Prims liegt in den Landkreisen Merzig-Wadern und Saarlouis im Saarland.
Das aus mehreren Teilgebieten bestehende Gebiet mit der Kennung NSG-N-6507-301 erstreckt sich südlich von Nonnweiler und nördlich von Michelbach, einem Ortsteil der Gemeinde Schmelz, entlang der Prims, eines rechten Nebenflusses der Saar. Am nördlichen Rand des Gebietes verläuft die A 62 und am südlichen Rand die B 268. Unweit östlich verläuft die A 1.

## Bedeutung
Das 405,2 ha große Gebiet ist seit dem 22. Dezember 2017 als Naturschutzgebiet ausgewiesen.